# Phyllodon
Phyllodon („listový zub“) byl rod ptakopánvého býložravého dinosaura, žijícího v období pozdní jury (geologický stupeň kimmeridž, před 157 až 152 miliony let) na území dnešního Portugalska. Vzhledem k tomu, že je tento taxon znám jen podle izolovaných fosilních zubů, bývá považován za pochybné vědecké jméno (nomen dubium).

## Objev a popis
Fosilní zuby o velikosti pouhé 3 milimetry byly objeveny v hnědouhelném lomu nedaleko města Leiria. Mohly patřit mláďatům nebo juvenilním jedincům. Holotyp nese označení MGSP G5 a jedná se o jediný fosilní zub z dolní čelisti. Typový druh Phyllodon henkeli byl formálně popsán paleontologem Richardem Thulbornem v roce 1973. Thulborn přidal k popisu také zub z horní čelisti (katalogové označení MGSP G2) a fragmenty dolní čelisti samotné. V popisné práci vyslovil názor, že se může jednat o pozůstatek jakéhosi hypsilofodontida. Paleontolog Peter Galton se domníval, že původcem mohl být dinosaurus příbuzný severoamerickým rodům Nanosaurus a Drinker.
V Portugalsku byly objeveny i další taxony dinosaurů, pojmenované pouze podle fosilních zubů, například rody Trimucrodon a Alocodon, kteří mohli být rovněž hypsilofodontidy nebo bazálními ornitopody.